# Ahmed Evariste Medego
Ahmed Evariste Medego (sinh ngày 7 tháng 4 năm 1982) là một tiền đạo bóng đá người Tchad hiện tại thi đấu cho Gazelle FC ở Giải bóng đá ngoại hạng Tchad.

## Sự nghiệp
Khi chơi bóng ở Cameroon, Medego bị cấm thi đấu 1 năm bởi FECAFOOT vì đăng ký với cả hai câu lạc bộ (Sable FC và Bandja FC). Anh chuyển đến Gabon nơi thi đấu cho AS Mangasport. Anh ghi 1 bàn thắng ở vòng loại của Mangasport tại CAF Champions League 2009 trước DC Motema Pembe.

## Sự nghiệp quốc tế
Medego có 21 lần ra sân cho Đội tuyển bóng đá quốc gia Tchad, và là một phần trong vòng loại Giải vô địch bóng đá thế giới 2006 và Giải vô địch bóng đá thế giới 2010. Anh thi đấu cho đội tuyển đoạt vị trí á quân tại Cúp CEMAC 2005.